# ابوالفضل سروش
ابوالفضل سروش، چهره سیاسی اصلاح طلب و نماینده سابق مردم تهران، ری، شمیرانات، اسلامشهر و پردیس، در دهمین دوره مجلس شورای اسلامی است. او دارای مدرک دکتری پزشکی و تحصیلات حوزوی است.

## نماینده تهران در مجلس دهم
در دهمین دوره انتخابات مجلس شورای اسلامی، ابوالفضل سروش، در لیست سی نفرهٔ ائتلاف فراگیر اصلاح طلبان: گام دوم در تهران حضور داشت و توانست با کسب ۱٬۲۰۰٬۰۱۸ رأی، در رتبهٔ یازدهم تهران، وارد مجلس دهم شود.

## سوابق
- عضو سابق شورای مرکزی انجمن اسلامی دانشجویان
- عضو شورای مرکزی انجمن اسلامی جامعه پزشکی
- رئیس واحد خبرگزاری ایسنا، واحد علوم پزشکی واحد تهران
- معاون فرهنگی جهاد دانشگاهی واحد علوم پزشکی تهران
- عضو هیئت مؤسس شورای صنفی دانشجویان سراسر کشور
- مسئول کمیته درمانی مؤسسه خیریه امام علی (ع) شهرری
- دو دوره مدیر نمونه شهرداری تهران
- ۲۱ ماه سابقه حضور داوطلبانه در جبهه
- ۲۵٪ سابقه جانبازی[۲]